# (541015) 2017 YT2
(541015) 2017 YT2 es un asteroide perteneciente al cinturón de asteroides descubierto el 13 de enero de 1996 por el equipo del Spacewatch desde el Observatorio Nacional de Kitt Peak, Arizona, Estados Unidos.

## Designación y nombre
Designado provisionalmente como 2017 YT2.

## Características orbitales
2017 YT2 está situado a una distancia media del Sol de 2,721 ua, pudiendo alejarse hasta 3,008 ua y acercarse hasta 2,434 ua. Su excentricidad es 0,105 y la inclinación orbital 6,912 grados. Emplea 1639,76 días en completar una órbita alrededor del Sol.

## Características físicas
La magnitud absoluta de 2017 YT2 es 16,9. 